# Tjörn
58°1′N 11°38′Ø / 58.017°N 11.633°Ø
Tjörn, der udgør størstedelen af Tjörns kommun, er Sveriges sjettestørste ø (efter Gotland, Öland, Orust, Hisingen og Värmdö) og ligger ud for Bohuskysten ved Kattegat, cirka 35 kilometer nordvest for Göteborgs centrum, i Västra Götalands län.

## Geografi
Tjörn er forbundet med byområdet Stenungsund på fastlandet via Tjörnbron, og til Orust i nord via Skåpesundsbron. Det største byområde er hovedbyen Skärhamn. Andre byer og gamle fiskelejer er blandt andre Rönnäng, Klädesholmen og Kyrkesund. Billströmska folkhögskolan ligger midt på Tjörn. På halvøen Mjörn (tidligere en selvstændig ø) på det nordlige Tjörn, ligger foruden en større ansamling af fossiler samt naturskønne områder, også sædegården Sundsby, der i 1600-tallet var ejet af Margareta Huitfeldt.

## Erhvervsliv
Øens erhvervsliv er især præget af søfarten. På Tjörn ligger nogle af Europas større rederier, blandt andre Rederi AB Transatlantic (tidligere B&N) og Tarbit Shipping AB (der transporterer varme laster så som asfalt). Havnen Wallhamn på øens østside har kapacitet til at håndtere 100.000 biler årligt. Lige syd for Wallhamn ligger værftet Djupviks varv, der primært fremstiller aluminiumbåde til forskellige myndigheder så som politi, kystbevogtning og søredning. Værftet Tjörnvarvet bygger især mellemstore trawlere til eksport til Irland, men anvendes også til reparation og renovering af ældre kanalbåde.

## Turisme
I sommermånederne stige befolkningstallet fra 15.000 til næsten 30.000 på grund af turismen. En stor del af turisterhvervet er koncentreret i det sydlige Tjörn. I Skärhamn ligger blandt andre Nordiska akvarellmuseet, en gæstehavn samt Bästkustens turistbureau. Den tæt bebyggede lille ø Åstol, med omkring 300 fastboende, er kendt for sit ombyggede røgeri med viseaftener hele sommeren. I Säby ligger den 200 år gamle Säbygården fra begyndelsen af 1800-tallet, der fremvises onsdage om sommeren.